# Teamtechnik
Die teamtechnik Maschinen und Anlagen GmbH ist die Dachgesellschaft einer Unternehmensgruppe für Produktionstechnik, die schlüsselfertige Anlagen der Montage- und Prüftechnik in den Branchen Automotive, Medizintechnik und Solar herstellt. Im Bereich Elektromobilität stellt das Unternehmen auch Montage- und Prüfanlagen für Batterien her. Der Sitz der Firma befindet sich in Freiberg am Neckar. Die Unternehmensgruppe beschäftigt rund 500 Mitarbeiter.

## Geschichte

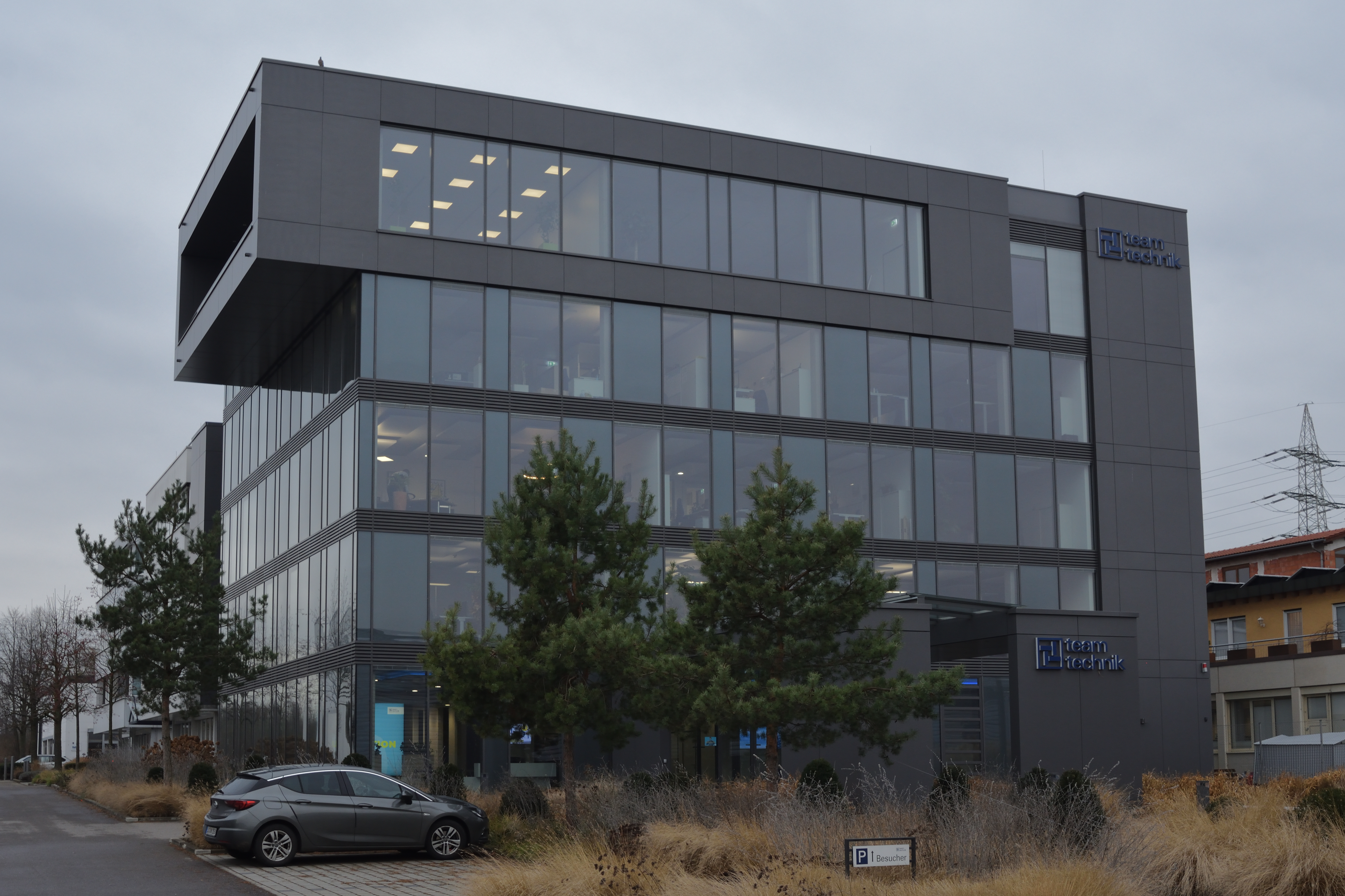
Firmengebäude in Freiberg am Neckar

Die Firma teamtechnik wurde von Max Roßkopf 1976 zusammen mit vier Partnern gegründet. In den Anfangsjahren war teamtechnik zunächst für den Automobilbereich tätig.
1983 ging teamtechnik mit der damaligen Firma Bosch (heute Bosch Rexroth AG) eine Kooperation zur Vermarktung von Montagetechnik ein. Im weiteren Verlauf der Kooperation wurde 1995 die rechtlich selbstständige und unabhängige teamtechnik Industrieausrüstung GmbH mit Sitz in Ingersheim und Applikationszentrum in Schramberg gegründet, die nicht zur teamtechnik-Unternehmensgruppe gehört.
In den 1990er Jahren lag der Schwerpunkt auf der Standardisierung und Modularisierung von Montageanlagen. Das Unternehmen entwickelte 1990 die erste stationsmodulare Anlage. 1997 wurde die patentierte Montageplattform TEAMOS eingeführt, welche bis heute genutzt wird. 1999 folgten die ersten modularen Prüfsysteme für Pkw-Schaltgetriebe. Mit der Gründung der teamtechnik Corp. 1998 in Lawrenceville (Georgia), USA, begann die internationale Expansion der Unternehmensgruppe. Ende der 1990er Jahre wurde das Angebot um die Sparte Medizintechnik erweitert.

### Internationalisierung und Diversifizierung (1998–2016)
1998 stieg Stefan Roßkopf, der Sohn des Gründers, als Geschäftsleiter in das Unternehmen ein. Der Vater zog sich im Jahr 2001 zurück. Mit Stringern zur Verbindung von Solarzellen erfolgte 2005 der Einstieg in die Solarbranche. Im selben Jahre wurde die teamtechnik Production Technology Sp. z o.o. in Kraków, Polen gegründet, welche Ende 2019 verkauft wurde. Zudem wurden 2010 mit der teamtechnik Production Technology (Suzhou) Ltd. in Suzhou/China und der teamtechnik Production Technology (Jintan) Ltd. in Jintan/China, zwei Tochtergesellschaften gegründet und so der chinesische Markt erschlossen. Eine neunzigprozentige Beteiligung an der Pfuderer Maschinenbau GmbH wurde 2011 eingegangen. Mit der Akquise wurde das Produktangebot erweitert, während Pfuderer Zugang zum globalen Netzwerk der teamtechnik-Gruppe erhielt. 2016 wurde der Name der Firma zu teamtechnik Automation GmbH geändert.

### Werksausbau (2013–2018)
Im Jahr 2013 wurde das erste autark arbeitende Photovoltaik-System mit Speicherbatterie in Baden-Württemberg in Betrieb genommen. Der produzierte Strom versorgt auf dem Betriebsgelände die eigene Elektrotankstelle, an dem die Elektroautos betankt werden können. Der überschüssige Solarstrom deckt einen Teil des Energiebedarfs aus der Produktion. Aufgrund der steigenden Nachfrage nach E-Fahrzeugen stellt das Unternehmen seit 2016 Prüfstände für E-Antriebe sowie Montage- und Prüfanlagen für Batterien her. In diesem Zuge wurden die Produktionskapazitäten in Freiberg zwischen 2013 und 2018 dreimal ausgebaut. Mit 2700 m² wurde im Juli 2018 die bis dahin größte und letzte Produktionshalle am Hauptsitz eingeweiht.

### Unternehmensintegration in den Dürr-Konzern (2020er Jahre)
Im Dezember 2020 beteiligte sich der Dürr-Konzern mehrheitlich mit an teamtechnik. Stefan Roßkopf, Vorsitzender der Geschäftsführung, behielt die Führung der Aktivitäten als Geschäftsbereich innerhalb des Dürr-Konzerns. Die Übernahme war Teil der Planung des Dürr-Konzerns, unabhängiger von der Automobilindustrie zu werden, und den Geschäftsbereich Medizintechnik als drittes Standbein auszubauen. Weiterhin wurde im Zuge der Beteiligung der Dürr-Gruppe die Batteriesparte ausgebaut. Vor der Beteiligung entwickelte das Unternehmen vor allem Montage- und Prüfanlagen für Lithium-Ionen-Zellen. Im November 2023 stockte der Dürr-Konzern seine Anteile an teamtechnik von 75 % auf 100 % auf, nachdem Stefan Roßkopf zuvor noch 25 % der Firmenanteile gehalten hatte.
Im Juli 2021 akquirierte der Dürr-Konzern die HEKUMA GmbH mit Sitz in Hallbergmoos bei München. Diese wurde dadurch im Nachgang in die teamtechnik-Gruppe eingegliedert. Beide Unternehmen sind im Bereich der Automatisierung der Medizintechnik tätig. Durch die Akquise trieb der Konzern das Automatisierungsgeschäft auf diesem Tätigkeitsfeld weiter voran und erweiterte seine Abnehmerbasis, da bisher kaum Überschneidungen in den Kundenstämmen der beiden Unternehmen vorlagen. Hekuma beschäftigte 2021 rund 180 Mitarbeiter und setzte rund 40 Millionen Euro um.

### Projekte
Seit 2018 werden in der neu errichten Produktionshalle Prüfsysteme für den Volkswagen-Konzern hergestellt, unter anderem für den Porsche Taycan. 2019 begann der Speicherhersteller Tesvolt in Wittenberg mit dem Bau von Europas erster Gigafactory für Batteriespeichersysteme. Die Technik für die halbautomatisierte Produktionslinie lieferte teamtechnik. Das System wurde unter anderem durch das Forschungsförderungsprogramm der EU Horizont 2020 finanziell unterstützt.
Im Zuge der Covid-19-Pandemie hat das Unternehmen eine Anlage in Betrieb genommen, mit der sich Schnelltests herstellen lassen, die das Coronavirus nachweisen können.
Die teamtechnik Automation GmbH wurde zum 2. April 2024 mit der teamtechnik Maschinen und Anlagen GmbH verschmolzen und ist nun ein Standort dieser Gesellschaft.

## Unternehmensstruktur
Die teamtechnik Maschinen und Anlagen GmbH ist die Dachgesellschaft der teamtechnik-Gruppe. Seit November 2023 werden 100 % der Anteile vom Dürr-Konzern gehalten. Neben dem Hauptstandort in Freiberg befindet sich ein weiterer Standort von teamtechnik im benachbarten Ludwigsburg. Zudem ist teamtechnik in China und den USA mit Tochtergesellschaften direkt präsent. Hekuma hat den Hauptsitz in Hallbergmoos. Gemeinsam mit BBS, Kahle und Hekuma ist teamtechnik innerhalb des Dürr-Konzerns in der Geschäftseinheit Production Automation Systems (PAS) zusammengefasst.
Zur Unternehmensgruppe gehören folgende Unternehmen:
- teamtechnik Corp., Lawrenceville/USA,
- teamtechnik Production Technology Ltd., Suzhou/China,
- Hekuma GmbH, Hallbergmoos[21].

Die teamtechnik Corp. setzt unter anderem den lokalen Vertrieb, die Maschineninbetriebnahme und den lokalen Kundendienst sowie die lokale Produktion in den USA um. Die chinesische Tochtergesellschaft ist zum einen für den lokalen Vertrieb und Dienstleistungen wie Maschineninbetriebnahmen und Kundendienst zuständig sowie für die lokale Produktion von automatisierten Montageanlagen. Die teamtechnik Automation GmbH fokussiert sich auf Planung und Konstruktion schnelltaktender, kurvengesteuerter Anlagen für die automatisierte Produktion sowie in der Zuführtechnik. Die chinesische Tochtergesellschaft ist zum einen für den lokalen Vertrieb und Dienstleistungen wie Maschineninbetriebnahmen und Kundendienst zuständig sowie für die lokale Produktion von automatisierten Montageanlagen. Die 2021 akquirierte Hekuma gehört zu den Anbietern von automatischen Systemen für die Großserienproduktion von Kunststoff-Einwegprodukten, die in Medikation, Diagnostik und Labortechnik zum Einsatz kommen.

## Umfirmierung
Im Jahr 2023 wurden die Marken BBS, Kahle, teamtechnik und HEKUMA unter dem Dach des Dürr-Konzerns zur Business Unit „Production Automation“ zusammengeführt. Diese Einheit umfasst rund 2.500 Mitarbeitende an 20 Standorten weltweit.
Seit Mai 2025 firmiert teamtechnik im Zuge dieser Bündelung unter dem Namen „BBS Automation“.

## Produkte
Die teamtechnik-Gruppe ist unter anderem in den Sparten Automotive, Medtech, Solar und Elektromobilität tätig.
Unter anderem vertreibt teamtechnik im Automotive-Sektor Systeme für die Prüfung fertig montierter Elektro- und Hybridantriebe am Bandende. Zudem werden Technologien für die automatisierte Produktion von Batteriemodulen und -packs für Elektrofahrzeuge geliefert. Zudem stellt teamtechnik Montage-  und Prüfanlagen für Streetscooter her.
teamtechnik-Anlagen sind integrierte Montage- und Prüfstationen in den folgenden Geschäftsfeldern:
- Prozessmodulare Montage- und Prüftechnik (z. B. für Batterien, Inverter, Steuergeräte, Ölpumpen, Sensoren, Aktuatoren, Getriebemechatroniken),[32]
- Prüftechnik für E-Antriebe und alle Getriebearten (Manuell, Automatik, Hybrid, Doppelkupplung, DHT, CVT, Allrad),[32]
- Montage- und Prüfanlagen für die Medizintechnik (z. B. Injektionssysteme, Inhalatoren, Dialysefilter, Spritzen und Inhalatoren),[33][19]
- Stringer für die Solartechnik zum Aneinanderreihen und Verbinden von Solarzellen zu Strings.

### Software
teamsoft.RUN ist ein Produktionsleitsystem basierend auf relationaler Datenbanktechnologie. Es ermöglicht neben der Betriebsdatenerfassung (BDE), der Maschinendatenerfassung (MDE) und der Prozessdatenerfassung (PDE) die Produktionsauftragsplanung und -Ausführung, die Analyse von Produkt- und Prozessdaten sowie die Chargenrückverfolgung.
teamsoft.TEST ist eine Prüfsoftware, die es ermöglicht, Prüfabläufe webbasiert grafisch zu erstellen. Die Prüfaufgabe wird dabei in einzelne Prüfmodule zur Wiederverwendung untergliedert. Das datenbankgestützte Programmiersystem ist getrennt vom Laufzeitsystem, so dass Programmierung und Parametrierung der Abläufe von der Prüfung entkoppelt sind. Prüfabläufe und Parametersätze können dadurch versioniert und in unterschiedlichen Varianten abgelegt, Prüfergebnisse datenbank- und/oder dateibasiert archiviert werden. Mögliche Einsatzgebiete sind die vollautomatische Prüfung von Bauteilen im Typenmix, die Prüfung an handbeladenen Prüfständen, Entwicklungsprüfstände sowie Einstellaufgaben wie das Einpressen einer Ventilblende.

## Auszeichnungen
- 2012: 2. Platz beim Ranking beste Fabrik Deutschlands von der Wirtschaftswoche.[36]
- 2013: ZF Energy Efficiency Award in der Kategorie Top-Lieferanten von der ZF Friedrichshafen AG.[37]
- 2014: 3. Platz im Ranking der Top 50 Montage-Anlagenbauer der Fachzeitschrift Produktion.[38]
- 2015: Platz zwei im Ranking der Top 50 Montage-Anlagenbauer der Fachzeitschrift Produktion.[39]
- Seit 2015 mehrfach als „Top Employer“ durch das Top Employers Institute zertifiziert.[40]
- 2016: „Innovationspreis Ausbildung“ der IHK Stuttgart.[41]
- 2017: Auszeichnung beim Human Resources Excellence Award in der Kategorie KMU Event & Experience.[42]
- 2019: Auszeichnung als Deutschlands beste Ausbilder vom Capital.[43]
- 2020: Top-Bewertung als Deutschlands beste Ausbilder vom Capital.[44]
- 2021: Top-Bewertung als Deutschlands beste Ausbilder in der Kategorie unter 500 Mitarbeitern vom Capital.[45]